# 고르곤졸라
고르곤졸라(이탈리아어: Gorgonzola)는 소젖으로 만든 이탈리아의 블루 치즈이다. 형태는 대개 딱딱하거나 버터와 유사한 모양이며 맛은 짠맛이 난다. 중세부터 생산되다 11세기가 되면서 형태가 푸른 빛이 도는 치즈가 됐다. 이탈리아 요리에서는 각광받는 식재료이며 밀라노에 있는 작은 행정 구역인 고르곤촐라에서 그 이름이 유래했다. 879년 이곳에서 처음으로 만들어진 것으로 알려져 있다. 하지만 다른 지역에서 이에 대한 논쟁이 있기는 하다.
대개 기본 준비에만 서너달이 걸리며 발효 진행에 따라서 치즈의 맛과 보존 가능 기간도 극과 극이다. 고르곤졸라의 성질에 따라서 보존이 가능한 기간이 다르기 때문에 크림처럼 흐물흐물한 것은 기간이 짧다.
리소토에 녹여서 먹거나 폴렌타 또는 각종 파스타의 재료로 넣어서 먹기도 한다. 맛이 특이하기 때문에 다른 부드러운 맛의 치즈와 함께 피자 토핑으로도 자주 사용된다.
유럽연합에서는 지리적표시제의 일종인 원산지 명칭 보호법에 따라 고르곤촐라와 인근 교외 일부에서 제조된 치즈만 고르곤졸라라는 이름을 사용할 수 있다.

## 역사
역사적으로 고르곤졸라는 밀라노의 고르곤졸라에서 수세기 동안 생산되어 11세기에 녹청색 마블링을 얻었다. 그러나 이 도시의 지리적 기원에 대한 주장은 인근의 다른 지역에서 논쟁을 벌이고 있다.
예를 들어, 또 다른 원산지는 고대 낙농 전통으로 잘 알려진 치즈 제조 지역인 파스투로 넬라 발사시나(Pasturo nella Valsassina)이다. 이는 고르곤졸라와 기타 다양한 치즈를 만들기에 완벽한 온도(섭씨 6~12도 사이)를 유지하는 뛰어난 천연 동굴이 존재하기 때문이다. 고르곤졸라는 중세 시대(서기 879~1007년)에 만들어진 것으로 추정된다.
고르곤졸라의 기원에 대한 롬바르디아 전설이 있는데, 치즈 제조업자가 통에 신선한 커드를 넣고 밤새도록 개방시켜 두었다고 한다. 그는 애인을 만나기 위해 서두르느라 응유를 잊어버린 것 같았다. 그는 자신의 실수를 고치려고 통에 신선한 응유를 추가하려고 시도했고 몇 달 후 그의 치즈에 새로 생긴 푸른 곰팡이가 생겨서 놀랐다. 그는 이것을 맛보고 치즈의 놀랍도록 훌륭하고 독특한 맛을 깨달았다. 이는 곰팡이가 생성되는 에르보리나투라(erborinatura) 과정의 최초 발견이기도 하다.
20세기 초부터 치즈의 인기는 꾸준히 증가해 왔으며, 과거 수출량이 연간 수만 톤을 돌파하는 등 해외에서도 더욱 그러했다. 수출국으로는 영국, 프랑스, 독일이 있다. 각 국가마다 특정 유형의 치즈를 제공한다. 영국인들은 부드러운 흰색 고르곤졸라와 매콤한 고르곤졸라를 좋아하고, 프랑스인과 독일인들은 푸른맥이 강한 고르곤졸라를 좋아한다.
제2차 세계대전 이후에는 '원 커드(one-curd)' 가공 방식이라는 새로운 기술이 도입되었다. 이 생산은 위생, 품질 및 비용과 관련된 생산의 이전 문제를 해결했다. 그러나 1970년대 수백 개의 치즈 공장이 이렇게 현대화되면서 다양한 소규모 생산업체들이 현대화 비용을 감당하지 못해 폐업하게 됐다.

## 소비
고르곤졸라는 모든 블루 치즈와 마찬가지로 다양한 방법으로 먹을 수 있다. 종종 샐러드에 스트레이트로 첨가되거나 블루 치즈 드레싱의 일부로 첨가된다. 다른 부드러운 치즈와 결합하여 피자 아이 콰트로 포르마기(4가지 치즈 피자)의 재료가 된다. 스테이크의 토핑으로 자주 사용되며 때로는 포트 와인이나 다른 달콤한 와인과 함께 소스로 사용된다. 요리의 마지막 단계에서 리조또로 녹이거나 뇨키에 추가하거나 폴렌타와 함께 제공할 수 있다.
영양성분은 다음과 같다: 고르곤졸라 1온스(28g)에는 100칼로리, 지방 9g, 나트륨 375mg, 탄수화물 1g, 단백질 6g이 들어있다. 포화지방 5.3g이 함유되어 있다.

## 같이 보기
- 스트라키노
- 고르곤촐라
- 피자
- 고르곤졸라 피자